# Mudd (Einheit)
Das Mudd (arabisch مدّ) war ein arabisches Hohlmaß für Getreide. Das kanonische Mudd der Frühzeit des Islams entsprach 1/4 Sāʿ. Nach Abū Hanīfa fasste es 2 Bagdader Ratl, was 812,5 Gramm Weizen ergibt. Bei Zugrundelegung von 77 kg auf 100 Liter kommt man für das kanonische Mudd auf 1,05 Liter.
In Marokko galt 1 Mudd = 15 Ratl = 14 Pfund (Wiener) = rund 7840 Gramm (Wiener Pfund 560 Gramm)